# Torre Provincial
La Torre Provincial és un edifici localitzat a la confluència dels carrers López Torregrosa i Artillers i de l'avinguda Méndez Núñez de la ciutat d'Alacant. Va ser construït entre 1956 i 1960 segons el projecte conjunt dels arquitectes Juan Vidal i Ramos, Julio Ruiz Olmos i Francisco Muñoz Llorens, qui van emprar la superfície contínua de metall i vidre per primer cop a la ciutat. Les plantes d'aquest edifici es destinen per a ús d'oficines i els nivells inferiors per a sales amb finalitats culturals. En un dels seus laterals es troba un relleu monumental, obra de l'escultor Eduardo Pérez Comendador.